# Tyler Anderson
Pour les articles homonymes, voir Anderson.
Tyler John Anderson (né le 30 décembre 1989 à Las Vegas, Nevada, États-Unis) est un lanceur gaucher des Angels de Los Angeles de la Ligue majeure de baseball.

## Carrière
Tyler Anderson est repêché une première fois par les Twins du Minnesota au 50e tour de sélection, ce qui en fait le 1 491e joueur sélectionné au total par un club du baseball majeur en 2008. Il ne signe pas de contrat avec les Twins et rejoint les Ducks de l'université de l'Oregon. Anderson est le 20e athlète sélectionné au total lors du repêchage 2011 des joueurs amateurs et est un choix de premier tour des Rockies du Colorado. Il perçoit une prime de 1,4 million de dollars à la signature de son premier contrat professionnel avec Colorado.
Anderson fait ses débuts dans le baseball majeur avec Colorado le 12 juin 2016. À sa saison recrue, il est le lanceur partant des Rockies à 19 reprises et maintient une moyenne de points mérités de 3,54 en 114 manches et un tiers lancées.